# Rudi Piffl
Rudolf Piffl (* 1. Juni 1924 in Prag; † 26. Mai 2013 in Stuttgart) war ein deutscher Tischtennisspieler. Er gehörte Anfang der 1950er Jahre zu den besten deutschen Tischtennisspielern, obwohl er einen Arm verloren hatte, und ist bisher der einzige Spieler mit Behinderung, der Deutscher Meister bei den Nicht-Behinderten wurde.

## Leben
Rudi Piffl diente im Zweiten Weltkrieg in der Wehrmacht. Im Verlauf der Schlacht von Stalingrad verlor er seinen rechten Arm; da er Linkshänder war, konnte er jedoch weiterhin Tischtennis spielen. 1946 kehrte er nach Deutschland zurück und begann sofort mit dem Leistungssport.
Von 1947 bis 1960 gewann er 14 Mal hintereinander die Meisterschaft von Württemberg, wurde 1952 deutscher Meister im Doppel (mit Heinz Schneider) und nahm 1952 an der Weltmeisterschaft teil, wo er – ebenfalls mit Heinz Schneider – das Viertelfinale erreichte. Zwischen 1950 und 1956 wurde er acht Mal zu Länderspielen eingeladen. So nahm er im November 1950 am ersten Wettkampf zwischen der Bundesrepublik Deutschland und der DDR teil.
Ab Mitte der 1980er Jahre spielte er erfolgreich bei den deutschen Seniorenmeisterschaften mit.
Im November 1984 wurde ihm das Bundesverdienstkreuz am Bande verliehen.
Piffl war verheiratet und hatte einen Sohn (* 1948, verstarb im Alter von 4 Monaten) und zwei Töchter (* 1949 und * 1962). Er starb wenige Tage vor seinem 89. Geburtstag und wurde am 31. Mai 2013 auf dem Friedhof in Stuttgart-Birkach beigesetzt.

## Sportliche Erfolge
- Teilnahme an Weltmeisterschaften
  - 1952 in Bombay: nur Individualwettbewerb (nicht Mitglied der  Mannschaft), Viertelfinale im Doppel (mit Heinz Schneider)

- Internationale Meisterschaften
  - 1952 Schweiz:       1. Platz Einzel
  - 1953 Schweiz:       Halbfinale Einzel

- Nationale deutsche Meisterschaften
  - 1952 in Berlin:     2. Platz Einzel, 1. Platz Doppel (mit Heinz Schneider)
  - 1954 in Berlin:     4. Platz Doppel (mit Heinz Schneider)

- Meisterschaften von Württemberg
  - 1947–1960 14-mal hintereinander Meister von Württemberg

- Nationale deutsche Senioren-Meisterschaften
  - 1985 Ü60 in Krefeld:        2. Platz Einzel, 1. Platz Mixed (mit Ursula Bihl)
  - 1986 Ü60 in Baunatal:       2. Platz Einzel
  - 1987 Ü60 in Sindelfingen:   1. Platz Einzel, 1. Platz Doppel (mit K. Schmid), 1. Platz Mixed (mit Ursula Bihl)
  - 1988 Ü60 in Mölln:          2. Platz Einzel, 2. Platz Mixed (mit Ursula Bihl)
  - 1990 Ü60 in Itzehoe:        1. Platz Einzel
  - 1991 Ü60 in Hagen:          2. Platz Doppel (mit K. Schmid)
  - 1995 Ü70 in Solingen:       2. Platz Einzel
  - 1996 Ü70 in Hochheim:       1. Platz Einzel

- 1988 Paralympics in Seoul: Goldmedaille mit der deutschen Mannschaft

- Ranglisten
  - 1952: 2. Platz in der deutschen Rangliste DTTB

## Vereine
- Stuttgarter Kickers (1945–1958)
- Polizei Stuttgart (ab Dezember 1958)
- Adolff Backnang (ab 1962) (Verbandsliga)
- DJK Sportbund Stuttgart (ab 1971)

## Turnierergebnisse
| Verband | Veranstaltung     | Jahr | Ort    | Land | Einzel    | Doppel        | Mixed        | Team |
| ------- | ----------------- | ---- | ------ | ---- | --------- | ------------- | ------------ | ---- |
| GER     | Weltmeisterschaft | 1952 | Bombay | IND  | letzte 64 | Viertelfinale | keine Teiln. |      |